# Конвой Хальмахера – Біак (27.04.44 – 07.05.44)
Конвой Хальмахера — Біак (27.04.44 — 07.05.44) — японський конвой часів Другої світової війни, проведення якого відбувалось у квітні — травні 1944-го.
Вихідним пунктом конвою була затока Кау на острові Хальмахера (північна частина Молуккського архіпелагу), який відігравав важливу роль у постачанні японських сил на заході Нової Гвінеї. Пунктами призначення стали японські бази в Манокварі (північно-східний кут півострова Чендравасіх) та на острові Біак.
До складу конвою увійшли транспорти «Аншу-Мару», «Бунзан-Мару» та «Курамасан-Мару», тоді як охорону забезпечували мінний загороджувач «Вакатака» та тральщик W-4.
Конвой вийшов з порту 27 квітня 1943-го та 30 квітня досягнув Манокварі. Тут загін розділився й «Аншу-Мару» в супроводі W-4 рушив до Біаку, куди прибув 1 травня. 3 травня вони здійснили перехід до Манокварі, а 4—7 травня пройшли назад до затоки Кау.
Про інші кораблі відомо, що «Вакатака» був у Кау не пізніше 9 квітня.